# Coloniatherium
Coloniatherium is een geslacht van uitgestorven dryolestide zoogdieren uit het Laat-Krijt van Argentinië. De enige soort Coloniatherium cilinskii was een groot lid van de familie Mesungulatidae.

## Taxonomie
Coloniatherium werd in 2009 genoemd door Guillermo Rougier en collega's en toegewezen aan de familie Mesungulatidae binnen de Dryolestoidea. Dryolestoidea is een uitgestorven zoogdiergroep die voorkwam in Noord-Amerika, Eurazië en Afrika tijdens het Jura en het Vroeg-Krijt, maar overleefde in Zuid-Amerika tijdens het Laat-Krijt en in het Paleoceen. De geslachtsnaam Coloniatherium combineert de naam van de La Colonia-formatie, de stratigrafische eenheid waar fossielen van het dier werden gevonden, en zijn naamgenoot de Sierra de La Colonia met het Griekse therion 'beest'. De soortaanduiding cilinskii eert Juan Cilinski, een lokale boer die hielp met het veldwerk dat leidde tot de ontdekking van Coloniatherium.

## Beschrijving
Coloniatherium is bekend van enkele kaakfragmenten, een aantal geïsoleerde tanden en enkele petrosalen (oorbeenderen). Het was een grote mesungulatide. Het dier had een onbekend aantal snijtanden (waarschijnlijk twee of drie in de onderkaak), één hoektand, drie premolaren en drie kiezen per kaakkwadrant. Het is groter dan Mesungulatum, heeft bredere kiezen en de achterste kiezen zijn meer verminderd; de twee verschillen ook in tal van details van tandmorfologie. De eerste kies heeft drie wortels, een eigenschap die alleen wordt gedeeld met Leonardus van de ongeveer gelijktijdige Los Alamitos-formatie van Argentinië onder dryolestiden.
De petrosal van Coloniatherium lijkt qua fylogenetische positie vergelijkbaar te zijn met Vincelestes, een Argentijns zoogdier uit het Vroeg-Krijt, maar deelt ook enkele schijnbaar afgeleide eigenschappen met Theria (buideldieren, placentadieren en verwanten). Op basis van vergelijkingen met Vincelestes zou de lengte van de schedel van Coloniatherium worden geschat op 87,5 millimeter; vergelijkingen met Theria suggereren een grotere schedellengte, maar de eerste schatting komt meer overeen met de grootte van de kaken.

## Bereik en ecologie
Fossielen van Coloniatherium zijn afkomstig van de La Colonia-formatie, die ontsluitingen vindt in de noord-centrale provincie Chubut. De zoogdierfossielen komen uit de Mirasol Chico-vallei. De formatie omvat fluviatiele- (rivier), diepzee- en near-shore afzettingen en de zoogdierfauna komt waarschijnlijk uit een estuarium, getijdenplaat of kustvlakte. De La Coloniaformatie bevat ook dryolestiden, zoals Coloniatherium en Reigitherium, evenals de raadselachtige mogelijke multituberculaten Argentodites en Ferugliotherium. Coloniatherium is het grootste en meest voorkomende zoogdier dat in de formatie wordt gevonden.
Mesungulatoïden, met inbegrip van Coloniatherium, zijn een sterk afgeleide groep zoogdieren, mogelijk gespecialiseerd voor een omnivoor tot herbivoor voedingspatroon. Ze behoren tot de meest onderscheidende voortbrengsels van de unieke Mesozoïsche spreiding van Zuid-Amerikaanse zoogdieren.